# Appendicula calcarata
Appendicula calcarata är en orkidéart som beskrevs av Henry Nicholas Ridley. Appendicula calcarata ingår i släktet Appendicula och familjen orkidéer. Inga underarter finns listade i Catalogue of Life.